# Заполье (Запольская волость)
Заполье — деревня в Плюсском районе Псковской области, входит в городское поселение МО «Заплюсье»
Расположена на автодороге Санкт-Петербург — Киев (М20).
| 2001 | 2002 | 2010 |
| ---- | ---- | ---- |
| 607  | ↘529 | ↘385 |

## История
До 2015 года — административный центр сельского поселения Запольская волость. Согласно Закону Псковской области от 30 марта 2015 года № 1508-ОЗ «О преобразовании муниципальных образований», сельское поселение Запольская волость была объединена с существовавшим городским поселением Заплюсье. Новое муниципальное образование получило статус городского поселения под названием Муниципальное образование «Заплюсье» с центром в рабочем посёлке Заплюсье.
- Часовня-склеп Овсянникова Ф.В.

## Известные жители
- Новиков, Василий Захарович (1911—1985) — участник Великой Отечественной войны, Герой Советского Союза (1945); родился и похоронен в Милютино.